# 中村光 (漫畫家)
中村光（1984年4月21日—），日本女性漫畫家。出身於静岡縣田方郡中伊豆町（現伊豆市）出身。血型O型。

## 經歷
1984年出生於靜岡縣陶器家庭。小時候受到父親影響，以及《七龙珠》的影響而開始畫漫畫。初中三年級時決定以漫畫家為目標。
2001年，16歲時（高中一年級）在《月刊GANGAN WING》11月號上刊載出道。
2011年秋因生產而暫停兩部作品。11月16日在Twitter上發表順利生產的消息。2012年春恢復連載。

## 人物
- 有一位哥哥與一位姊姊，是三人中最小的。

## 作品列表
- 中村工房（日语：中村工房）（《月刊GANGAN WING》2002年4月號－2003年12月號，全3冊）
- 荒川爆笑團，原名《荒川アンダー ザ ブリッジ》。台灣中文版由尚禾文化出版社代理（《YOUNG GANGAN》2004年創刊號－2015年No.14，全15冊）
- 聖哥傳，原名《聖☆おにいさん》。台灣中文版由東立出版社代理（《月刊MorningTwo（日语：月刊モーニングtwo）》2006年1號－連載中，已發行22冊）
- （《ガンガン戦-IXA-（日语：ガンガン戦-IXA-）》2009年冬之陣，單篇完結，收錄在《荒川爆笑團》第10冊）
- 無論如何都想實現的唯一1個願望和其他99個無所謂的願望（どうしても叶えたいたったひとつの願いと割とそうでもない99の願い）（《週刊YOUNG JUMP》2015年6・7合併號，單篇完結，原作：西尾維新。收錄於，全1卷，2015年4月3日發行）[4]
- 黑夜遊行，原名《ブラックナイトパレード》。台灣中文版由東立出版社代理，已發行9冊。

## 畫展
- 2015年9月與千葉徹彌、星野之宣共3位漫畫家在英國大英博物館舉辦「Manga now three generations（現代漫畫三世代）」展[5]。

## 註解
1. ↑  （日語）Morning Conversation オノ・ナツメ×中村光｜ベジタリアン・中村光の生きる道 （页面存档备份，存于）
2. 1 2  （日語）Cappadocia_about （页面存档备份，存于）
3. ↑  （日語）Twitter / hikakom: ご報告遅れましたが、無事赤さんが産まれました！ちょっとづつで ...
4. ↑  . Comic Natalie.   [2015-08-08]. （原始内容存档于2015-08-15） （日语）.
5. ↑  . 大英博物館官方網站.   [2017-01-07]. （原始内容存档于2017-01-14） （英语）.

## 外部連結
- （日語） 中村光オフィシャルウェブサイト，官方網站。
- （日語） Morning Conversation オノ・ナツメ×中村光
- （日語）中村光的X（前Twitter）（账号已冻结 2016/7/12)